# Fenestrulina indigena
Fenestrulina indigena is een mosdiertjessoort uit de familie van de Microporellidae. De wetenschappelijke naam van de soort is voor het eerst geldig gepubliceerd in 1983 door Hayward & Cook.